# Max Färberböck

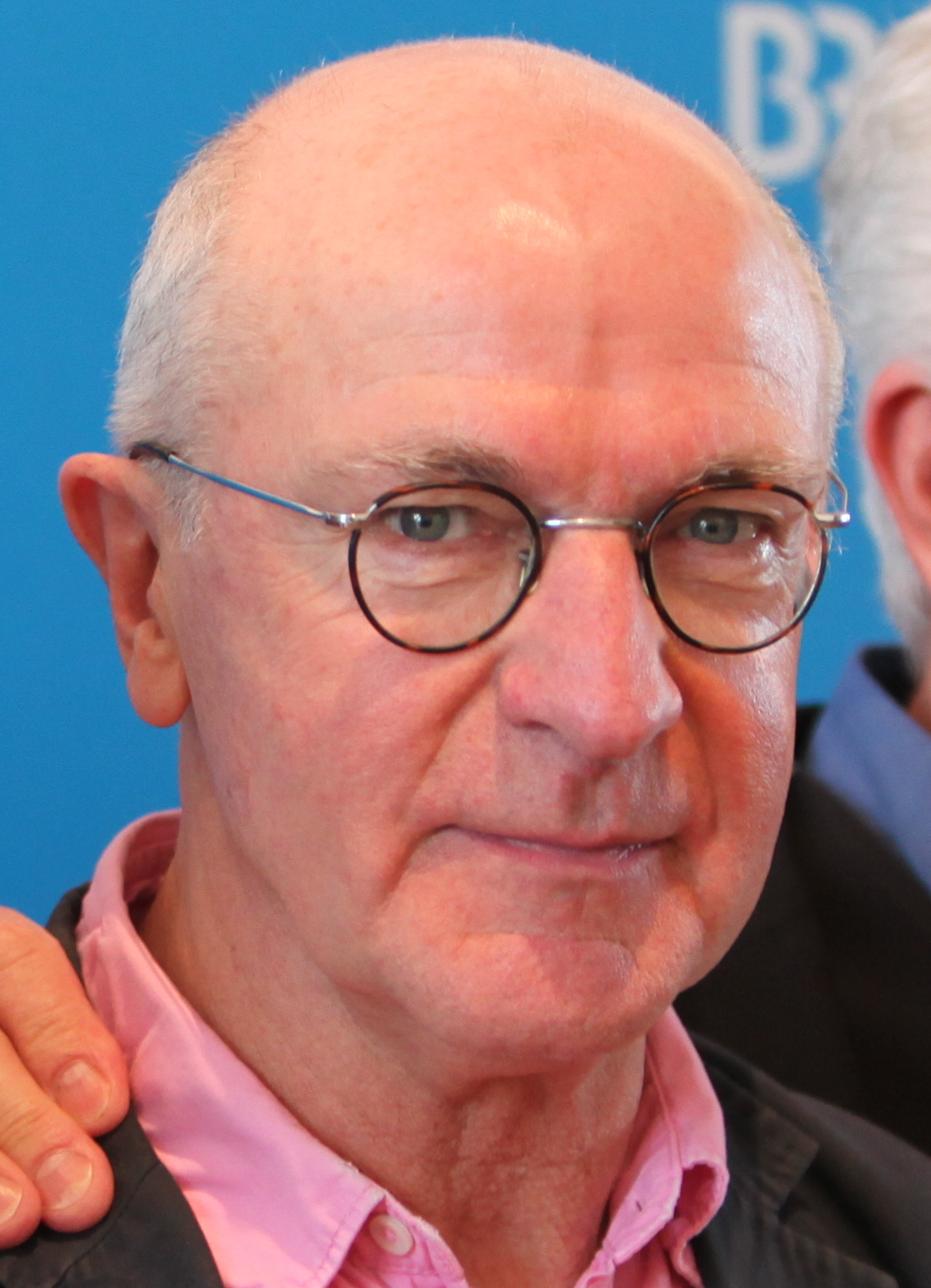
Max Färberböck (2016)

Max Färberböck (* 22. September 1950 in Degerndorf am Inn) ist ein deutscher Autor und Filmregisseur.

## Leben
Nachdem er mehrere Jahre an Theatern in Buenos Aires und in Italien gearbeitet hatte, absolvierte Färberböck ein Studium an der Hochschule für Fernsehen und Film in München. Anschließend war er Lektor bei Constantin Film und wechselte dann zu Peter Zadek an das Hamburger Schauspielhaus, wo er sich als Regieassistent und Dramaturg betätigte. Nach weiteren Stationen an verschiedenen deutschen Theaterhäusern begann er mit dem Schreiben und Inszenieren von Fernsehfilmen, unter anderem den beiden ersten Folgen von Bella Block. Sein erster Kinofilm war das Melodram Aimée & Jaguar. Färberböcks Film Anonyma – Eine Frau in Berlin nach dem autobiografischen Buch Eine Frau in Berlin von Marta Hillers kam im Oktober 2008 in die Kinos; Nina Hoss spielt die Hauptrolle.
Färberböck ist Mitglied der Deutschen Filmakademie, der Freien Akademie der Künste Hamburg und der Deutschen Akademie der Darstellenden Künste sowie im Bundesverband Regie (BVR).
Max Färberböck lebt in Hamburg.

## Filmografie (Auswahl)
- 1988: Der Fahnder – Nebenjob (TV)
- 1992: Schlafende Hunde (TV)
- 1993: Einer zahlt immer (TV)
- 1994: Bella Block: Die Kommissarin (TV)
- 1995: Bella Block: Liebestod (TV)
- 1999: Aimée & Jaguar
- 2001: Jenseits (TV)
- 2003: September
- 2008: Anonyma – Eine Frau in Berlin
- 2009: Bella Block: Vorsehung (TV)
- 2010: Sau Nummer vier. Ein Niederbayernkrimi (TV)
- 2013: Paradies 505. Ein Niederbayernkrimi (TV)
- 2014: Tatort: Am Ende des Flurs (TV)
- 2015: Tatort: Der Himmel ist ein Platz auf Erden (TV)
- 2016: Tatort: Mia san jetz da wo’s weh tut (TV)
- 2018: Tatort: Ich töte niemand (TV)
- 2019: Ich brauche euch (TV)
- 2020: Tatort: Die Nacht gehört dir (TV)
- 2022: Tatort: Warum (TV)

## Auszeichnungen
- 1992: Telestar, Förderpreis für seine Regie bei Schlafende Hunde
- 1992: Fernsehfilmpreis der Deutschen Akademie der Darstellenden Künste für Schlafende Hunde
- 1994: Adolf-Grimme-Preis für Bella Block – Die Kommissarin (zusammen mit Hannelore Hoger)[5]
- 1994: Telestar, Beste Regie in einem Fernsehspiel für Bella Block – Die Kommissarin
- 1994: Bayerischer Fernsehpreis für Einer zahlt immer und Bella Block – Die Kommissarin
- 1996: Telestar, Beste Regie in einem Fernsehspiel für Bella Block – Liebestod
- 1996: Fernsehfilmpreis der Deutschen Akademie der Darstellenden Künste für Bella Block – Liebestod
- 2001: Fernsehfilmpreis der Deutschen Akademie der Darstellenden Künste  für Jenseits
- 2010: Deutscher Fernsehkrimipreis für Bella Block – Vorsehung
- 2011: Bayerischer Fernsehpreis für Sau Nummer vier. Ein Niederbayernkrimi